# Pierre de Sergines
Pierre de Sergines († wohl 18. Oktober 1244 bei Gaza) war ein lateinischer Erzbischof von Tyrus im 13. Jahrhundert.
Er stammte aus der Herrenfamilie von Sergines (Département Yonne) und wurde um das Jahr 1235 zum Erzbischof von Tyrus ernannt. Zusammen mit seinem jüngeren Bruder Geoffroy zog er zu seiner Amtsübernahme in das heilige Land. Dort kämpfte er im Oktober 1244 in der Schlacht von La Forbie mit, nach der er verschollen blieb. Trotz Nichtauffindens seines Leichnams wurde er für tot erklärt. Neben ihm fiel auch der Bischof von Ramla, während der Patriarch von Jerusalem vom Schlachtfeld entkommen konnte.